# Lung
Lung è il secondo singolo estratto dall'album Blue Wonder Power Milk della band Hooverphonic.
Per la promozione del brano, è stato realizzato un remix più radio friendly, con campionature sonore in stile 70's.

## Tracce
1. Lung (1977 Happy Go Disco Mix Radio Edit)
2. Lung (Album Version)
3. Lung (1977 Happy Go Disco Mix Club Edit)